# 豊中町 (香川県)
豊中町（とよなかちょう）は、香川県三豊市に存在する地区。また、かつて、香川県三豊郡にあった町。この記事では自治体時代の豊中町、現在の三豊市豊中地区（豊中支所管内）の両方について記述する。

## 地理
三豊平野の真ん中にあることから、豊中とついた。

## 歴史

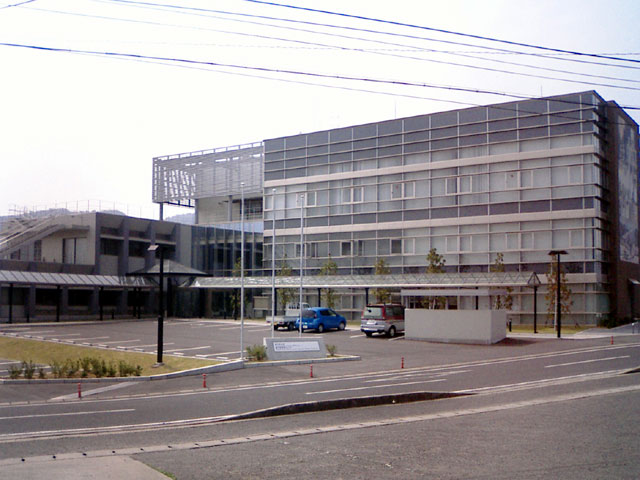
豊中町役場

### 沿革
- 1955年（昭和30年）3月31日 - 本山村・上高野村・笠田村・比地大村・桑山村が合併し豊中村となる。
- 1957年（昭和32年）1月1日 - 豊中村が町制施行して豊中町となる。
- 2006年（平成18年）1月1日 - 高瀬町・山本町・豊中町・財田町・仁尾町・三野町・詫間町が合併し、三豊市となる。

## 産業

### 商業施設
- ゆめタウン三豊
- マルナカ
- ドラッグストアコスモス

### 特産品
- ぶどう

## 教育
- 豊中保育園

### 学校教育

#### 小学校
- 三豊市立笠田小学校
- 三豊市立上高野小学校
- 三豊市立桑山小学校
- 三豊市立比地大小学校
- 三豊市立本山小学校

#### 中学校
- 三豊市立豊中中学校

#### 高等学校
- 香川県立笠田高等学校

## 交通

### 鉄道
- JR予讃線比地大駅、本山駅

### 道路
- 高速道路
  - 高松自動車道 - さぬき豊中インターチェンジ
- 一般国道
  - 国道11号
- 県道
  - 主要地方道
    - 香川県道24号善通寺大野原線
    - 香川県道35号豊中三野線
    - 香川県道49号観音寺善通寺線

  - 一般県道
    - 香川県道224号岡本高瀬線
    - 香川県道225号羽方豊中線
    - 香川県道226号財田西豊中線
    - 香川県道229号本山停車場線
    - 香川県道230号帰来本山停車場線
    - 香川県道271号豊中仁尾線

## 名所・旧跡・観光スポット・祭事・催事
- どぶろく祭り（宇賀神社）
- 不動の滝カントリーパーク
- 比地大花火大会（比地大小学校）
- 本山太鼓まつり（財田川本山河川敷）

とよなか秋のまつり（ゆめタウン三豊）

### 霊場
四国八十八箇所霊場
- 第70番札所 本山寺

## 著名な出身者
- 鳥取滋治郎（実業家） - 東海観光会長。フランス三井物産社長。

笠田笠岡出身。長女の久子は高円宮憲仁親王と結婚して憲仁親王妃久子となった。
- 鳥取富士男（農業、香川県多額納税者）
- 鳥取為三郎（地主、香川県多額納税者、実業家） - 仁尾塩田、讃岐煉瓦各取締役。
- 馬渕英里何 - 女優[1]